# Irving Fein
Irving Fein (21 de junio de 1911-10 de agosto de 2012) fue un productor de cine, escritor y abogado estadounidense y ganador de un premio Emmy de televisión, y el antiguo mánager de los artistas Jack Benny y George Burns.

## Biografía
Irving Fein, nació el 21 de junio de 1911 en Brooklyn, Nueva York, hijo de Harry Fein, constructor, y su esposa Fannie. Fue un estudiante excepcional, saltó tres grados antes de graduarse en la escuela primaria a tan sólo doce años de edad. Después de graduarse de la Erasmus Hall High School, asistió a la Universidad de Baltimore antes de ser transferido al Alexander Meiklejohn Experimental College de la Universidad de Wisconsin. Fue durante los meses de verano, mientras estaba asistiendo a campamentos infantiles, que se interesó en la dramaturgia y la escritura.

### Carrera
Después de escribir varias historias cortas, Fein fue contratado para trabajar en la publicidad y el departamento de publicidad de Warner Brothers en Nueva York. Asistió a la Escuela de Derecho de Brooklyn en la noche, al mismo tiempo que su trabajo en la Warner ", y finalmente obtuvo su licenciatura en derecho. Rechazó una oferta para trabajar en el departamento legal de la Warner Brothers, y en su lugar se trasladó a su oficina en California, donde comenzó en la sala de correo. Pronto se unió a su departamento de publicidad, ganando treinta y cinco dólares a la semana. Menos de un año después de mudarse a California, Irving recibió una oferta para unirse al departamento de publicidad de Columbia Pictures. Él aceptó, y su salario aumentó a ciento cincuenta dólares a la semana. Durante su carrera como publicista trabajó para la Warner Brothers, Columbia Pictures y Metro Goldwyn Mayer.

### Vida personal y muerte
Fein se casó por primera vez con Florencia Kohn, con quien tuvo dos hijos, Tisha Fein (productora de televisión), y Michael Fein (médico). Michael y su esposa Beni dieron a Irving tres nietas, Tasha, Noelle y Nicole, y dos bisnietas, Chloe y Alexa. Se casó con Marion Schechter en 1969 y tiene un hijastro, Dan Schechter. Murió el 10 de agosto de 2012.